# San Simón (paroisse civile)
Pour les articles homonymes, voir San Simon.
San Simón est l'une des onze divisions territoriales et statistiques dont l'une des dix paroisses civiles de la municipalité de Maturín dans l'État de Monagas au Venezuela. Sa capitale est Maturín, chef-lieu de la municipalité et capitale de l'État.